# Pörbölyi autóbusz-baleset
A pörbölyi autóbusz-baleset (a köznyelvben pörbölyi tragédia) egy 1993. február 12-én történt súlyos baleset volt, amikor a pörbölyi általános iskolásokat Bátaszékre szállító iskolabusz Alsónyék határában, a nyékipusztai vasúti átjárónál a nem működő fénysorompó mellett ráhajtott a vasúti sínekre. A járműbe nagy sebességgel belerohant az épp késésben lévő, gyorsan haladó vonat. A szerencsétlenség során az autóbuszban 12 ember: 11 gyermek és az autóbusz vezetője életét vesztette, a többi 18 gyermekutas is megsérült.

## Előzmények
Pörböly, a Tolna megye délkeleti csücskében, a Gemenci-erdő szélén fekvő falu az 1990-es évek elején, a baleset idején megközelítőleg 600 lakost számlált, és az 1970-es évek óta, a körzetesítés miatt nem volt általános iskolája. A helybéli gyermekek ezért kénytelenek voltak naponta ingázni a közeli Bátaszékre, az ottani Kanizsai Dorottya Általános Iskolába, ahová a Gemenc Volán iskolabusza szállította őket. A tragédia napján, 1993. február 12-én (péntek) ezt a feladatot a szekszárdi üzemegység BSF-157 rendszámú Ikarus 266 típusú autóbusza teljesítette. Akkor már több napja országos influenzajárvány volt Magyarországon, így aznap a megszokott mintegy 68 fő helyett csak 29 gyermekkel indult el a busz a ködös reggelen, 7:10-kor. A falut elhagyva nyugati irányban haladt az 55-ös főúton, és a nyékipusztai elágazásnál lekanyarodott a főútról, hogy felvegye az ottani tanyai gyereket. Az alsónyéki vasúti átjáróban az AS 926-os számú fénysorompó immáron két hete nem működött, mivel január 29-én kilopták belőle az akkumulátorokat. Tartalékakkumulátorok híján a szakemberek a szabályzat szerint kikapcsolták a berendezést.
Az 55-ös főúttal párhuzamosan húzódó Bátaszék–Baja–Kiskunhalas-vasútvonalon (154-es számú vonal) eközben a Kiskunhalas felől érkező 7817-es számú, az MDmot 3016-os pályaszámú motorkocsiból és mellékkocsijaiból álló személyvonat késésben volt, ezért a mozdonyvezető közel a legmagasabb megengedett sebességgel, 78 km/órával haladt a célja felé. A vidéket nem túl sűrű köd ülte meg, de a látótávolság azért kielégítő volt. A 154-es számú vonalon közlekedő mozdonyvezetőket és vonatvezetőket írásban figyelmeztette a MÁV, hogy a hibás fénysorompó miatt azon az útátjárón csak 15 km/h sebességgel haladhatnak át. Kiskunhalason a mozdonyvezető kapta meg mind a mozdonyvezetői, mind a vonatvezetői írásbeli rendelkezést. A vonatvezető ismertette ennek tartalmát a mozdonyvezetővel, aki azt nyugtázta. A vonatvezető azonban az írásbeli rendelkezés átvételét nem követelte meg a mozdonyvezetőtől, valamint a számát se vezette fel a menetlevélre. Ezen hiányosságok ellenére a szerelvény elindult Kiskunhalas állomásról. Bajától vontatási vonatkísérő is szolgálatot teljesített a mozdonyvezető mellett, aki nem közölte vele a szóban kapott, eredetileg írásbeli rendelkezés tartalmát a hibás biztosítóberendezésről.

## A baleset
A fénysorompóhoz közeledve a mozdonyvezető a kitűzött különleges útátjáró-jelzőhöz közeledve kürtjelzést adott, de a motorvonat sebességét nem csökkentette, így az továbbra is a megengedett 15 km/h-s sebesség ötszörösével haladt. A mozdonyvezető és a vontatási vonatkísérő is látta a Gemenc Volán iskolabuszát, amint az velük megegyező irányban haladt Bátaszék felé. Amint az autóbusz irányjelzést adott bal felé, majd megkezdte a fordulást, a mozdonyvezető ismét kürtjelet adott, de nem fékezett.
Az egykori elmondások alapján a buszvezető megállt és körülnézett az átjáróban, annak ellenére, hogy ismerte a menetrendet, és úgy vélhette, hogy a vonat már elhaladt. A közeledő szerelvényt azonban nem észlelte, így ráhajtott a sínekre, s emiatt a 78 km/h-val haladó szerelvény a buszt telibe találta, pont a közepén. Az ütközés 7:16 perckor történt. A mozdonyvezető bevallása szerint a teljes fékezés mellett is mintegy 150 méteren át tolta maga előtt a motorvonat a buszt, mielőtt megállt volna. A nagy erejű ütközéstől az autóbusz kettétört, a hátsó részét a vonat megforgatta és az árokba lökte, míg az első részét maga előtt tolta. A nagy csattanást meghallva a közelben élők szinte percek alatt a helyszínen teremtek és megkezdték a mentést. 11 gyermek és az autóbusz vezetője életét vesztette, a vonaton nem történt személyi sérülés, viszont a motorkocsi súlyosan, 10 millió forint értékben károsodott. Akik a busz elejében utaztak, azoknak úgyszólván esélyük sem volt a túlélésre, szinte mind meghaltak. Általában az alsósok ültek elöl, a felsősök hátul, ezért inkább a 6-10 év közöttiek vesztették életüket a tragédiában.
Gottvald Károly, a Tolna megyei Népújság fotóriportere a tragédia humánus bemutatásáért „Az év sajtófotója” pályázaton II. díjat nyert.

## Áldozatok
A balesetben életüket vesztették:
- Csizolszki Márk (8 éves)
- Devics Anna (10 éves)
- Gaál Erzsébet (9 éves)
- Kolbert Dávid (8 éves)
- K. Gábor (10 éves)
- Madarász Nikolett (11 éves)
- Rausch Attila (13 éves)
- Sokac Aida (10 éves)
- Schulteisz Péter (13 éves)
- Tóth Zoltán (10 éves), pörbölyi lakos

valamint a busz vezetője, az 56 éves Szellenheim János.[forrás?]

## A bírósági ítélet
A vizsgálat során bebizonyosodott, hogy a vonat és az autóbusz is megfelelő műszaki állapotban volt, valamint Zörényi Gyula mozdonyvezető és Appl Zsolt vontatási vonatkísérő is rendelkezett a feladatuk ellátásához szükséges engedélyekkel.
A Tolna megyei Bíróság – a bajai kórházban elhunyt Szellenheim János autóbuszvezető felelősségének rögzítése mellett – bűnösnek mondta ki a mozdony vezetőjét, s két évi fogházbüntetésre ítélte és négy évre eltiltotta a mozdonyvezetéstől, mivel az előírt 15 km/h helyett 78 km/h-val haladt. A mozdonyvezető az eljárás során elismerte, hogy a balesetet megelőző két nap során négyszer haladt át az útátjáróban és egyetlen egyszer sem csökkentette a sebességet. A vonatkísérőt a bűnösség bizonyíthatatlansága miatt a bíróság felmentette. Az ügyész azonban súlyosbításért fellebbezett, míg a mozdonyvezető és a vontatási kocsikísérő felmentését kérte. Az ügy így a Legfelsőbb Bíróság elé került, amely a mozdonyvezető büntetését három évre növelte, míg a vontatási kocsikísérő esetében helyt adott azon kérelemnek, hogy bűncselekmény hiányában mentsék őt fel, nem a bűnösség bizonyíthatatlansága miatt. A mozdonyvezető a büntetését letöltötte (kegyelmi kérvényét a köztársasági elnök 1997-ben, büntetése megkezdése után elutasította), 1998-ban szabadult. A HVG kimutatása szerint egészen addig még soha nem volt példa arra, hogy vasúti átjáróban közúti járművel történő ütközést követően hibázó mozdonyvezetőt letöltendő szabadságvesztéssel sújtsanak.
Továbbá belső vizsgálat keretében felelősségre vonták a Pécsi Vasútigazgatóság vezető mérnökét az elmaradt akkumulátorcseréért is, azonban ez nem került bíróság elé.

## A baleset hatásai

### A falu közösségére
A tragédia hatására országos adakozás indult meg, Magyarország lakossága 18 millió forintot gyűjtött össze a tragédia áldozatainak és családtagjainak, amelyet egy erre a célra létrehozott alapítvány kezelt, és osztott el. A halottaknak egységes sírokat, valamint a tragédia színhelyén emlékművet is emeltek, azonban az autóbuszt vezető Szellenheim János neve nem került fel az emlékműre. Az uniformizálás azonban az utólagos értékelések szerint súlyos hiba volt, ugyanis emiatt az áldozatok hozzátartozói nem érezték teljesen magukénak a sírokat. Emiatt sok nyughelyet teljesen feldíszítettek, mécsesek, gyertyák tömegét helyezve rájuk. Így akarták azt láttatni, hogy az ő elvesztett szerettük számukra többet jelentett a másoknál.

### Az alapítvány
Az alapítványi pénzek elosztása körül óriási vita tört ki, pedig egy független, köztiszteletben álló személyekből álló bizottság végezte azt. A falu közössége teljesen összezavarodott; a vádaskodás, az ellenségeskedés hatalmas méreteket öltött, még a pszichológiával foglalkozó szakembereknek is nehéz volt kezelniük a helyzetet. Az emberek egymásban keresték a hibát, a hozzátartozóikat elvesztők bírálták azokat, akik senkit nem vesztettek a balesetben, míg a szülők szabályszerűen „licitáltak” arra, hogy melyik sérülés mennyit ér, így akarván az adakozott pénzből minél nagyobb részt kapni. Egymás ellen gyűjtötték az adatokat, írták a panaszleveleket, beadványokat. Az érintett 27 családból 23 beperelte Pörböly Község Önkormányzatát, a kuratóriumot, és a falu polgármesterét, Gayer Jánost is. A Legfőbb Ügyészség 1994-es vizsgálata szerint az adományok kezelői jó gazdaként jártak el, a tényfeltárás során nem találtak visszaélésre utaló nyomot. Azonban az ügyészségnek két fenntartása is volt: az alapítvány vagyonát illetőleg a kuratórium által benyújtott dokumentumok egy helyen 11 millió, máshol 13 millió forintról számoltak be. Másodszor: az önkormányzat az alapítványtól 3,2 millió forintot pályázat útján elnyert iskola építésére. Történt-e jogcím nélküli gazdagodás? Az ügyészség bírósági eljárást kezdeményezett. A polgári eljárásban 1996 decemberében a Szekszárdi Városi Bíróságon elsőfokú ítélet született. Ez megerősítette a korábbi vizsgálatokat: visszaélés, pénzügyi szabálytalanság nem történt. Ekkorra azonban a szülők már senkinek sem hittek, legkevésbé az önkormányzat és a kuratórium vezetőinek.
A felvetett problémák közül a kétmilliós eltérést az okozhatta, hogy az ügyészség két különböző időszakban vizsgálta az alapítvány vagyonát, a kamatok pedig időközben jóváíródtak. A másik fenntartása az volt a hatóságnak, hogy az alapítvány vagyonából 3,2 millió forintot lényegében településfejlesztésre költöttek (a pörbölyi általános iskola létrehozására), holott azt az adakozók elsődlegesen a tragédiában elhunytak, vagy súlyosan sérültek hozzátartozóinak szánták. Az iskola felépítéséhez 2,4 millió forint értékben egyébként az állam is hozzájárult. Az alapítvány alapító okiratában azonban legutolsó pontként szerepelt az iskola felépítése is. Ebbe a szülők is beleegyeztek, mert a baleset után mindenki úgy gondolta: ha lett volna iskola Pörbölyön, a gyerekekkel nem történt volna a katasztrófa. A négy tantermes iskola egyébként felépült.
Az egyik szülőt a Tolna Megyei Bíróság jogerősen három év próbára bocsátotta rágalmazásért, mivel valótlanságot állított Gayer Jánosról és a település jegyzőjéről, de a bíróság másodfokon kimondta az ártatlanságát, 2000-ben. Még ugyanebben az évben megszűnt az alapítvány is.

## Utóélet
A baleset hatására Pörbölyön önálló általános iskolát alapítottak, hogy hasonló tragédia soha többé ne ismétlődhessen meg. Az alsó tagozatosok ide járnak, a felsősök továbbra is ingáznak Bátaszékre, ám kikerülve az érintett vasúti átjárót.
Mivel a baleset országos megdöbbenést váltott ki, az állam is lépett: miniszteri rendeletben kötelezték az államvasutakat a hibás biztosítóberendezések megjavítására, illetve elkezdték lecserélni azok akkumulátorait egyedire, hogy a jövőben a tolvajoknak ne érje meg azokat ellopni. A vezérlőegységeket biztonságosabb helyekre telepítették, valamint korszerűsítették az optikát is.
2003-ban, a tragédia 10 éves évfordulóján Rózsa Pál zenéjére Budapesten bemutatták Lelkes István művét, a Pörbölyi Requiemet. A szerzőt 1993-ban nagyon megrázta a tragédia, mivel hasonló korú gyermekei voltak. A zenemű az Op. 223. számot kapta, az ősbemutató után a Bartók Rádióban többször le is játszották.
Hédl Sándor feltaláló a tragédia hatására külön készüléket szerkesztett, amely a közutak aszfaltburkolatába építve mágneses alapon működve füttyel figyelmezteti a közúton közlekedőket, ha átjáróhoz közelednek. 2007 végére a Dunántúl összes vasúti átjáróját ellátták ezzel a berendezéssel, a pörbölyit pont utolsóként.
2009. május 18-án ugyanebben a vasúti átjáróban szintén vonat gázolt halálra egy 14 éves fiút, aki a helyszínen életét vesztette.
Minden évben a tragédia napján koszorúzást tartanak a temetőben, és misével tisztelegnek az elhunyt gyermekek előtt. A baleset helyszínén egy emlékmű őrzi a szörnyű emléket.